# 信州中野観光センター

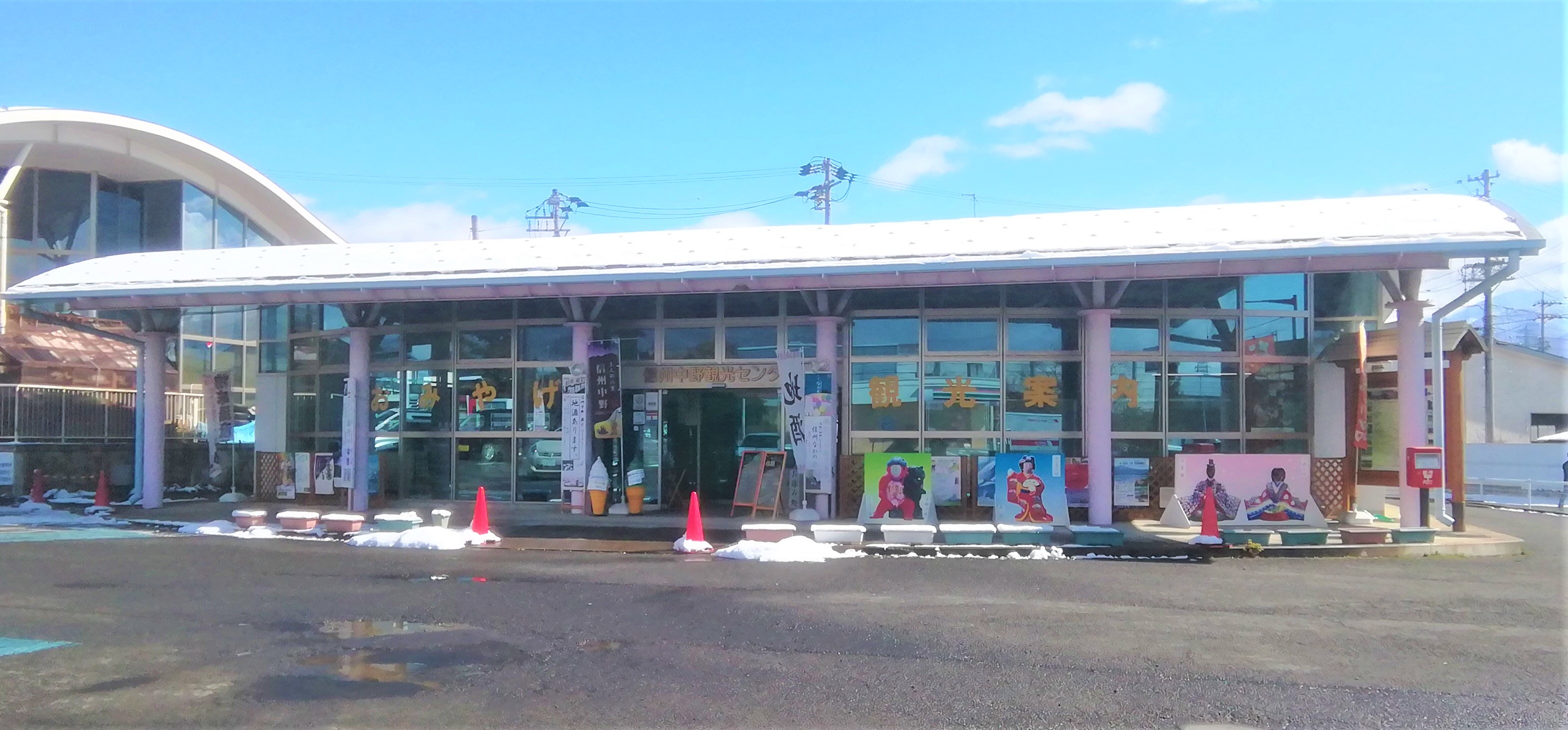
信州中野観光センター

信州中野観光センター（しんしゅうなかのかんこうセンタ－）は、長野県中野市にある観光会館。中野市が「中野市観光特産館条例」に基づいて運営し、同市の指定管理者である一般財団法人「信州なかの産業・観光公社」が管理・運営をしている。
中野市や信越自然郷、北信州の情報発信の拠点として、産業、自然、文化及び観光などの情報を提供している。

## 概要
中野市内産品のアンテナショップで情報提供（観光マップ）や特産品・土産品の販売もしている。無料休憩所があり、交流サロンでは常時、土人形の絵付け体験ができる。

## 利用情報
所在地
〒383-0053 長野県中野市大字草間1539
営業時間
9:00 - 18:00
定休日
年中無休
入館料
無料
駐車場
20台
アクセス
上信越自動車道信州中野ICから車で約1分。

## 周辺
- オランチェ
- 信州フルーツランド 信州中野インター店
- 信州中野小野りんご園
- 立ケ花駅